# NN-69
La carretera NN‑69 es una vía colectora secundaria del departamento de Jinotega, que conecta la cabecera municipal de Yalí con las comunidades agrícolas al sur. Esta ruta es clave para el transporte de productos agropecuarios como café, maíz y frijoles.

## Trazado y cruces
| km   | Localidad / Punto     | Departamento | Conexión / Ruta |
| ---- | --------------------- | ------------ | --------------- |
| 0,0  | Yalí                  | Jinotega     | Inicio          |
| 6,2  | Comunidad La Cuchilla | Jinotega     | Camino rural    |
| 13,7 | El Águila             | Jinotega     | Fin de ruta     |

## Coordenadas
Uno de los tramos de la NN‑69 puede ser encontrado en las coordenadas: 13°23′00″N 85°43′23″O / 13.3834, -85.7230